# Supercup 2018 (basketbal)
De wedstrijd om de Supercup op 6 oktober 2018 was de achtste editie van de Supercup in het Nederlandse basketbal. Gastheer was de regerend landskampioen Donar uit Groningen. Tegenstander was Zorg en Zekerheid Leiden uit Leiden. Donar won voor de derde maal de supercup. Voor de vijfde keer werd de wedstrijd gewonnen door de landskampioen.

## Wedstrijd
| 6 oktober 2018 19.30 Finale Supercup | Donar                                              | 74–69 | Zorg en Zekerheid Leiden                                     | Martiniplaza, Groningen                                                       |  |
| 6 oktober 2018 19.30 Finale Supercup | Joseph Wall (15) Grant Sitton (7) Teddy Gipson (4) |       | Darius Thompson (19) Mohamed Kherrazi (8) Worthy de Jong (4) | Toeschouwers: 3.000 Scheidsrechters: B. van Slooten, F.J. de Jonge en T. Last |  |
| 6 oktober 2018 19.30 Finale Supercup |                                                    |       |                                                              |                                                                               |  |
|                                      |                                                    |       |                                                              |                                                                               |  |

| Donar | Zorg en Zekerheid Leiden |

| Supercup 2018     |
| ----------------- |
| Donar Derde titel |